# Bruno Terrien
Bruno Terrien est un économiste et statisticien français, spécialisé dans les statistiques d’investissements directs. Il a contribué à l’adoption, au niveau international, d’une nouvelle présentation de ces statistiques permettant de corriger leur surestimation liée à l’existence des paradis fiscaux. 

## Domaines d'activité
Après avoir soutenu en 1997 une thèse de doctorat en sciences économiques à l’université d'Orléans sur les cycles longs de balance des paiements, il intègre la Banque de France et se spécialise dans la collecte, la diffusion et l’analyse des statistiques d’investissements directs.
À ce titre, il représente la Banque de France dans différents groupes d’experts internationaux au FMI et à l’OCDE chargés de la rédaction de la 6e édition du Manuel de balance des paiements et de la position extérieure (FMI) et de la 4e édition de la Définition de référence des investissements directs internationaux (OCDE).
En 2008, il dirige le groupe de discussion électronique consacré au « principe directionnel » dans le cadre du programme de recherche du groupe de travail sur les statistiques des investissements internationaux de l’OCDE. Le « principe directionnel », dit également « principe directionnel étendu », est une présentation alternative des statistiques d’investissements directs permettant de corriger la surestimation de ces statistiques liée à l’existence des paradis fiscaux. Les conclusions de ce groupe de discussion électronique rencontrant « un accord général et un appui massif »  des membres de l’OCDE, c’est cette présentation qui est recommandée dans les dernières éditions en date du Manuel de balance des paiements et de la position extérieure du FMI et de la Définition de référence des investissements directs internationaux de l’OCDE. Cette modification est qualifiée par la Banque de France comme étant « le changement le plus significatif » apporté au compte financier de la balance des paiements par les nouvelles normes internationales.
Il présente dans un article publié dans le Bulletin de la Banque de France l’impact de cette nouvelle présentation sur les statistiques d’investissements directs de la France. L’étude, qualifiée de « révolutionnaire » par C. Chavagneux, « montre que les flux d'investissements directs étrangers (IDE) en provenance ou à destination de la France sont de 40 % à 80 % inférieurs à ce que donnent les statistiques habituelles ! ». C. Chavagneux conclut son article en disant attendre « avec impatience les données des autres pays pour avoir, enfin, une image fiable de la mondialisation des entreprises ». L. Fontagné et F. Toubal indiquent qu'avec ces articles, « la France a joué (...) un rôle pionnier en matière statistique, en publiant à titre expérimental des données d’investissement direct  entrant  et  sortant  corrigées  des  doubles  comptabilisations ».
En 2005, il propose lors d'une réunion d'experts à la CNUCED une ventilation plus détaillée des statistiques d'investissements directs mettant en évidence la part des fusions-acquisitions internationales. Trois ans plus tard, l'OCDE invite, dans sa Définition de référence des investissements directs internationaux, les statisticiens à fournir cette ventilation complémentaire, les utilisateurs ayant besoin de disposer d’informations par catégorie d'investissements directs, « qui  présentent  une  dimension  importante  pour  l’analyse  économique ». 
Il contribue également à l’élaboration du guide de l’enquête coordonnée sur l’investissement direct du FMI.
Il devient économiste-statisticien à l'Institut d'émission des départements d'outre-mer (IEDOM) où il assure la continuité territoriale des missions de banque centrale dans les départements et les collectivités d'outre-mer et à l’Institut d'émission d'outre-mer (IEOM). Dans ces deux instituts, il participe notamment aux études sur les entreprises ultramarines (délais de paiement, situation financière, défaillances).

## Publications
- 2004, « Position nette de la France pour les investissements directs au 31 décembre 2002 » avec Joëlle Tinguely, Bulletin de la Banque de France, no 125, mai, p. 79-82 [lire en ligne]
- 2005, « Quarante ans de flux d’investissements directs en France : principales évolutions géographiques et sectorielles », avec Jacques Pécha dans La population de la France : Évolutions démographiques depuis 1946, Tome II, Conférence Universitaire de Démographie et d’Étude des Populations
- 2005, « La balance des paiements de la France en 2004 » avec Dominique Nivat, Bulletin de la Banque de France, no 138, juin, p. 35-52 [lire en ligne]
- 2005, « An estimate of the share of mergers and acquisitions (M&A) in French BoP direct investment statistics in equity capital », CNUCED, Genève, décembre 2005, 10 p. [lire en ligne]
- 2006, « Position nette de la France pour les investissements directs au 31 décembre 2004 » avec Joëlle Tinguely, Bulletin de la Banque de France, no 149, mai, p. 43-46 [lire en ligne]
- 2007, « Position nette de la France pour les investissements directs au 31 décembre 2005 » avec Joëlle Tinguely, Bulletin de la Banque de France, no 161, mai, p. 37-40 [lire en ligne]
- 2008, « Position nette de la France pour les investissements directs au 31 décembre 2006 », Bulletin de la Banque de France, no 172, avril, p. 25-28 [lire en ligne]
- 2009, « Une nouvelle norme de construction et de diffusion des statistiques d’investissements directs », Bulletin de la Banque de France, no 177, 3e trimestre, p. 61-74 [lire en ligne]
- 2009, « Les flux d’investissements directs de la France en 2008 » avec Dominique Nivat, Bulletin de la Banque de France, no 177, 3e trimestre, p. 49-60 [lire en ligne]
- 2010, « Les investissements directs français à l’étranger et étrangers en France en 2009. Nouvelle présentation. » avec Dominique Nivat, Bulletin de la Banque de France, no 181, 3e trimestre, p. 75-88 [lire en ligne]
- 2010, « Application de la règle du principe directionnel étendu aux statistiques d’investissements directs », avec Dominique Nivat dans Lionel Fontagné et Farid Toubal, Investissement direct étranger et performances des entreprises, Rapport du Conseil d’Analyse Économique, La Documentation française, Paris, p. 93-115 [lire en ligne]
- 2013, « Les investissements directs étrangers en France de 2005 à 2011 » avec Dominique Nivat, Bulletin de la Banque de France, no 191, 1er trimestre p. 21-31 [lire en ligne]
- 2022, « Des délais de paiement toujours longs en outre-mer malgré la crise sanitaire  », Bloc-notes Éco, Banque de France, 26 septembre 2022, mis à jour le 25 Juillet 2024 [lire en ligne]
- 2023 « Des industries ultramarines contraintes, mais qui résistent. Panorama sur les industries des outre-mer », avec Aurélien Guillou, Annales des Mines - Réalités Industrielles, août 2023 [Les industries d’outre-mer et leurs transitions] (résumé)